# 257 (nombre)
Cet article concerne le nombre 257. Pour l'année, voir 257.
257 (deux cent cinquante-sept) est l'entier naturel qui suit 256 et qui précède 258.

## En mathématiques
deux cent cinquante-sept est :
- un nombre presque carré premier,
- un nombre premier irrégulier,
- un nombre d'Eisenstein premier sans partie imaginaire,
- un nombre premier long,
- un nombre premier de Chen,
- un nombre premier de Pythagore,
- un nombre premier sexy,
- un nombre premier de Pierpont,
- un nombre premier équilibré,
- un nombre de Fermat premier, c'est le quatrième, donc c'est un nombre premier non brésilien.

## Dans d'autres domaines
deux cent cinquante-sept est aussi :
- Années historiques : -257, 257